# William Shanks (mathématicien)
Pour les articles homonymes, voir William Shanks.
William Shanks, né le 25 janvier 1812 et mort en juin 1882, est un mathématicien britannique. Il est notamment célèbre pour le calcul, en 1853, du plus grand nombre de décimales du nombre π avant l'avènement des calculateurs mécaniques (707 calculées, dont 527 étaient correctes).

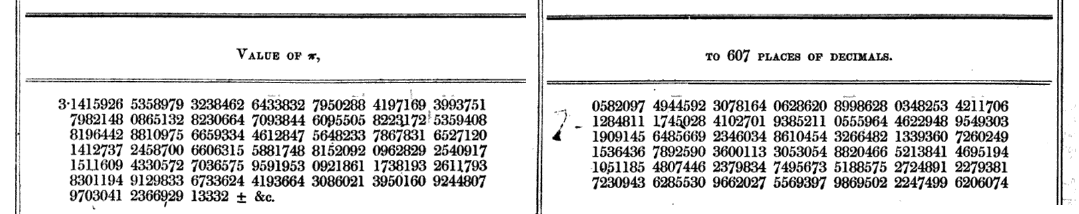
Première approximation de π calculée par William Shanks en 1853, incluant les décimales incorrectes.

## Biographie
William Shanks est né à Corsenside (en), village du Northumberland, en Angleterre : il y vit heureux mais possède une passion dévorante pour les mathématiques, en particulier pour π. Il est plutôt discret : on ne connaît pas le reste de sa vie. Néanmoins, en 1847, il déménage à Houghton-le-Spring, une petite ville dans le comté de Durham. Il y coule des jours paisibles mais sa principale passion est la valeur de π, qu'il s'obstine à découvrir : ainsi, en 1853, il publie l'ouvrage intitulé Contributions aux mathématiques, comprenant principalement la rectification du cercle (traduit de l’anglais Contributions to mathematics, comprising chiefly the rectification of the circle) dans lequel il donne 607 décimales de π.
Il publie un autre ouvrage similaire en 1873. Celui-ci traite des décimales de π : il donne 707 décimales à Pi, dont 527 étaient correctes (ce qui n'a été découvert qu'en 1946 par Daniel Ferguson, qui fut le dernier à calculer un grand nombre de décimales de π à la main).
Il meurt en juin 1882 dans la même commune.

## Œuvres
Sa découverte fut une véritable avancée dans le monde des mathématiques : en effet, le calcul de π n'allait pas loin au XIXe siècle. Pour obtenir ces décimales, il se basa sur la formule découverte par John Machin en 1706 et utilisée par celui-ci pour calculer correctement à 100 décimales près :
{\displaystyle {\frac {\pi }{4}}=4\arctan \left({\frac {1}{5}}\right)-\arctan \left({\frac {1}{239}}\right)}
En 1946, D. F. Ferguson remarque que William Shanks avait omis des paramètres du calcul : les décimales étaient fausses à partir de la 528e. La présence d'une erreur de calcul était cependant soupçonnée bien avant sa preuve effective par Ferguson, en effet De Morgan avait compté les occurrences de chaque chiffre dans le développement donné par Shanks, et avait constaté une sous-représentation du chiffre 7. Comme π est supposé normal (ce qui en 2022 est toujours une conjecture), il en avait déduit que le développement comportait sans doute une erreur. Néanmoins, cette œuvre reste dans l'histoire des mathématiques pour avoir donné une estimation, extrêmement détaillée pour l'époque, des décimales de π.

### Inverses des nombres premiers
William Shanks s'est également intéressé à la longueur du développement décimal périodique des inverses des nombres premiers. Il publie un article à ce sujet "On Periods in the Reciprocals of Primes" en 1873, révisé en 1874.
In 1874 il publie également une table de nombres premiers avec la longueur de la période de leur inverse. Pour de nombreux nombres premiers N, cette longueur se trouve avoir la longueur N-1.

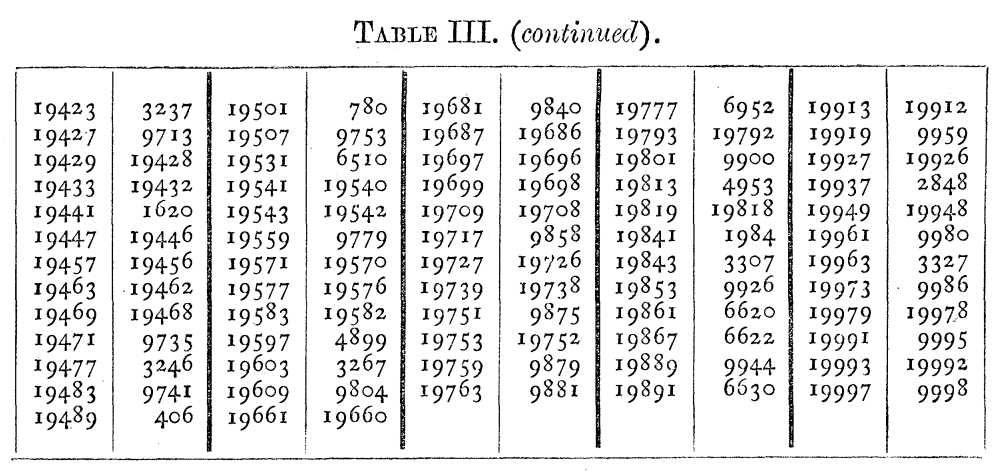
Table de nombres premiers, avec en regard la longueur du développement périodique de leur inverse.

## Postérité
Les décimales de Pi calculées par Shank, avec les erreurs, ont été utilisées pour décorer la rotonde de la "salle Pi" du palais de la découverte de Paris en 1937. Elles ont été corrigées en 1950 à la suite du calcul des deux mille premières décimales de Pi par un ordinateur en 1949, par John von Neumann.